# دامنه (فیزیک)
1. دامنه قله ({\displaystyle \scriptstyle {\hat {u}}}),
2. دامنه قله-به-قله ({\displaystyle \scriptstyle 2{\hat {u}}}),
3. دامنه جذر میانگین ریشه ({\displaystyle \scriptstyle {\hat {u}}/{\sqrt {2}}}),
4. دوره موجی (دامنه نیست)

یک منحنی سینوسی

دامنه (به انگلیسی: amplitude) یا امپلیتود برای یک متغیر متناوب برابر «اندازه تغییرات آن در یک دوره واحد» است (مثل دوره زمانی یا دوره فضایی). تعاریف زیادی برای دامنه وجود دارد، که همه تابعی از اندازه تفاوت بین مقادیر منتهایی آن متغیر هستند. در متون قدیمی، گاهی به فاز یک تابع دوره‌ای امپلیتود می‌گفتند.
دامنه مفهومی است فیزیکی به معنای بیشترین فاصله میان مکان موج از نقطه تعادل در معادلات موج دامنه به شکل ضریب سینوس ظاهر می‌شود و حداکثر سرعت نوسانگر برابر با میزان دامنه در سرعت زاویه‌ای نوسانگر است. در واقع بیشترین فاصله ی موج از مرکز است.